# La Maddalena
La Maddalena (sardinsky: A Madalèna, Sa Madalèna) je italská obec (comune) v provincii Sassari v regionu Sardinie. Nachází se ve výšce 19 metrů nad mořem a má přibližně 11 tisíc obyvatel. Rozloha obce je 52,01 km².
Území obce zahrnuje souostroví Arcipelago di La Maddalena v Bonifáckém průlivu. Největším městem je La Maddalena na stejnojmenném ostrově. Nachází se zde národní park Arcipelago di La Maddalena. Na ostrově Caprera strávil závěr života Giuseppe Garibaldi. Na Garibaldiho počest se zde jela úvodní etapa Giro d'Italia 2007. Na ostrově Isola Santo Stefano byla v letech 1972 až 2008 námořní základna Severoatlantické aliance. Obyvatelé obce žijí především z turistického ruchu, návštěvníci se na ostrovy dostávají trajektem z přístavu Palau. Významnou atrakcí je pláž Spiaggia rosa na ostrově Budelli, jejíž písek obsahuje růžové úlomky korálů. Farním kostelem je Chiesa di Santa Maria Maddalena z roku 1814.